# Шрётер, Хорст фон
Хорст фон Шрётер (нем. Horst von Schroeter; 10 июня 1919, Биберштейн, Саксония — 25 июля 2006, Бонн) — немецкий офицер-подводник, капитан-лейтенант (21 декабря 1944 года).

## Биография
28 июня 1938 года поступил на флот кадетом.

## Вторая мировая война
1 мая 1940 года произведен в лейтенанты. Служил на линейном корабле «Шарнхорст», на котором участвовал в военных действиях в первые месяцы войны.
В мае 1940 года переведен в подводный флот. В качестве 1-го вахтенного офицера совершил 6 походов на подлодке U-123, которой командовал Рейнхард Хардеген.
1 августа 1942 года назначен командиром подлодки U-123, на которой совершил 4 похода (проведя в море в общей сложности 343 суток).
1 июня 1944 года награждён Рыцарским крестом Железного креста, а 17 июня сдал подлодку.
31 августа 1944 года получил в командование подлодку U-2506 (дислоцированную в Бергене, Норвегия), но участия в военных действиях уже не принимал.
Всего за время военных действий Шрётер потопил 7 судов общим водоизмещением 32 240 брт и повредил 1 судно водоизмещением 7068 брт.
В 1956 года поступил в ВМС ФРГ, в 1976—79 годах командующий ВМС НАТО на Балтике.
В 1979 году вышел в отставку в звании вице-адмирала (высшее звание, какое мог получить подводник в ВМС ФРГ).

## Награды
- Нагрудный знак подводника (1939) (25 августа 1941)
- Железный крест 2-го класса (25 августа 1941)
- Железный крест 1-го класса (10 февраля 1942)
- Немецкий крест в золоте (12 декабря 1943)
- Рыцарский крест Железного креста (1 июня 1944)
- Фронтовая планка подводника в серебре (15 марта 1945)
- Орден «За заслуги перед Федеративной Республикой Германия» командорский крест (Großes Verdienstkreuz) (4 сентября 1972)